# Thomas Danielsen
Pour les articles homonymes, voir Danielsen.
Thomas Danielsen, né le 24 juin 1983 à Fjerritslev (en) (Danemark), est un homme politique danois, membre de Venstre.

## Biographie
Thomas Danielsen est conseiller bancaire de 2009 à 2011.
Membre de Venstre, il est élu conseiller municipal sous l'étiquette du parti lors des élections municipales de 2005, puis réélu pour un second mandat lors du scrutin de 2009,.
Il est élu député au Folketing pour la première fois lors des élections législatives de 2011. Durant son premier mandat, il est le porte-parole de son groupe parlementaire sur les questions de pêche, et le vice-président de la commission parlementaire sur l'énergie et le climat. À partir de 2012, il est également le porte-parole de son groupe pour les zones rurales et insulaires.
Il est réélu pour un second mandat lors des élections législatives de 2015. Lors de la législature, en plus de ses rôles de porte-parole du premier mandat qu'il conserve, il devient le porte-parole de son groupe pour les questions énergétiques et climatiques, et prend la présidence de la commission sur l'énergie et le climat.
Il est réélu pour un troisième mandat lors des élections législatives de 2019. À partir de 2020, il est le vice-président de deux commissions parlementaires, celle sur l'énergie et le climat et celle sur les finances, et représente son groupe sur les questions de mer et de chasse. Il est également choisi par son parti pour être son porte-parole sur l'affaire de l'ordre d'abattre des millions de visons, porteurs d'un variant du Covid-19, et appelle à ce titre à une procédure de destitution de la Première ministre Mette Frederiksen.
Le 18 janvier 2022, il est élu à l'unanimité comme président du groupe parlementaire, après le départ de la vie politique de Karsten Lauritzen.
Il est réélu pour un quatrième mandat au Folketing lors des élections législatives anticipées du 1er novembre 2022. Le 15 décembre, il est nommé ministre des Transports au sein du gouvernement de coalition de Mette Frederiksen, auquel Venstre participe.